# Lotononis villosa
Lotononis villosa är en ärtväxtart som beskrevs av George Bentham. Lotononis villosa ingår i släktet Lotononis och familjen ärtväxter. Inga underarter finns listade i Catalogue of Life.